# Сергеевка (городской округ Солнечногорск)
Сергеевка — деревня в Московской области России. Входит в городской округ Солнечногорск. Население — 17 чел. (2010).

## География
Деревня Сергеевка расположена на севере Московской области, в северной части округа, примерно в 8 км к северу от центра города Солнечногорска, с которым связана прямым автобусным сообщением. В деревне 2 улицы — Лесная и Садовая, приписано 3 садоводческих товарищества. Восточнее протекает река Сестра, южнее находится термокарстовое озеро Бездонное. Ближайшие населённые пункты — деревни Вертлино, Леонидово, Новое и Толстяково.

## Население
| 1852 | 1859 | 1890 | 1899 | 1926 | 1932 |
| ---- | ---- | ---- | ---- | ---- | ---- |
| 49   | ↗62  | ↗68  | ↗90  | ↗139 | ↗147 |
| 1998 | 2002 | 2010 |      |      |      |
| ↘9   | →9   | ↗17  |      |      |      |

## История
В середине XIX века — деревня 1-го стана Клинского уезда Московской губернии в 66 верстах от столицы и 17 верстах от уездного города, близ Санкт-Петербургского шоссе, с 7 дворами. Принадлежала генерал-лейтенанту Владимиру Григорьевичу Глазенапу, крестьян 25 душ мужского пола и 24 души женского.
В «Списке населённых мест» 1862 года — владельческая деревня 1-го стана Клинского уезда по левую сторону Санкт-Петербурго-Московского шоссе от города Клина к городу Москве, в 17 верстах от уездного города и 7 верстах от становой квартиры, при колодце, с 10 дворами и 62 жителями (34 мужчины, 28 женщин).
По данным на 1890 год — деревня Солнечногорской волости Клинского уезда с 68 душами населения, в 1899 году — деревня Вертлинской волости Клинского уезда, проживало 90 жителей.
В 1913 году — 19 дворов.
По материалам Всесоюзной переписи населения 1926 года — центр Сергеевского сельсовета Вертлинской волости Клинского уезда в 7,5 км от станции Подсолнечная Октябрьской железной дороги, проживало 139 жителей (61 мужчина, 78 женщин), насчитывалось 29 крестьянских хозяйств.
С 1929 года — населённый пункт в составе Солнечногорского района Московского округа Московской области. Постановлением ЦИК и СНК от 23 июля 1930 года округа как административно-территориальные единицы были ликвидированы.
С 1994 до 2006 гг. деревня входила в Вертлинский сельский округ Солнечногорского района.
С 2005 до 2019 гг. деревня включалась в Смирновское сельское поселение Солнечногорского муниципального района.
С 2019 года деревня входит в городской округ Солнечногорск, в рамках администрации которого относится с территориальному управлению Смирновское.